# Wybory parlamentarne w Naddniestrzu w 2015 roku
Wybory parlamentarne w Naddniestrzu w 2015 roku − wybory parlamentu Naddniestrza, które odbyły się 29 listopada 2015 roku. W ich wyniku, spośród 138 kandydatów, wyłoniono 43 posłów do Rady Najwyższej. Zwyciężyła w nich reprezentująca opozycję partia Odnowienie, która według nieoficjalnych wyników zdobyła 31 miejsc.